# Convolvulus meonanthus
Convolvulus meonanthus é uma espécie de planta com flor pertencente à família Convolvulaceae. 
A autoridade científica da espécie é Hoffmanns. & Link, tendo sido publicada em Fl. Portug. [Hoffmannsegg] 1: 369. [1813-1820].

## Portugal
Trata-se de uma espécie presente no território português, nomeadamente em Portugal Continental.
Em termos de naturalidade é nativa da região atrás indicada.

## Protecção
Não se encontra protegida por legislação portuguesa ou da Comunidade Europeia.